# 京都府山城南土木事務所
山城南土木事務所（やましろみなみどぼくじむしょ）は、京都府木津川市にある京都府の土木事務所。
相楽地区での一級河川（木津川・名張川を除く）、砂防、国道（指定区間外＝国道163号の木津川市山城町上狛4丁町交差点～三重県境間）、主要地方道、一般府道、府立公園などを管理する。

## 所在地
- 〒619-0200 京都府木津川市木津上戸18-1

## 管轄自治体
- 木津川市
- 相楽郡
  - 精華町
  - 和束町
  - 笠置町
  - 南山城村